# Stare Ślepce
Stare Ślepce (deutsch Alt Schleps oder Schleps) ist ein Dorf in der Woiwodschaft Westpommern in Polen. Es gehört zur Gmina Sławoborze (Landgemeinde Stolzenberg) im Powiat Świdwiński (Schivelbeiner Kreis).

## Geographische Lage
Das Dorf liegt in Hinterpommern, etwa 95 km nordöstlich von Stettin und etwa 29 km südlich von Kołobrzeg (Kolberg).
Es hat die Form eines Straßendorfes. Der nördliche Teil bildet den Wohnplatz Nowe Ślepce (Neu Schleps), der südliche Teil den Wohnplatz Krzesimowo (Emmyhütte). Stare Ślepce bildet den mittleren Teil.
Gleich östlich des Dorfes verläuft in Nord-Süd-Richtung, parallel zur Dorfstraße, die Woiwodschaftsstraße 162. Die nächsten Nachbarorte sind im Norden an der Woiwodschaftsstraße Słowenkowo (Neugasthof), im Osten Lepino (Leppin), im Süden an der Woiwodschaftsstraße Sławoborze (Stolzenberg) und im Westen Poradz (Petersfelde) mit den Wohnplätzen Kalina (Meierei) und Drzeń (Dryhn). Nordöstlich liegt der kleine See Poratz, um den sich Spukgeschichten rankten.

## Geschichte
Der Ort wurde erstmals 1322 als „Schlebitz“ genannt. Auf der Großen Lubinschen Karte des Herzogtums Pommern von 1618 ist „Slepte“ eingetragen. Später entwickelte sich der Ortsname zu „Schlepsdorf“ und „Schleps“.
Im 18. Jahrhundert erscheint Schleps nicht als Dorf, sondern als Vorwerk der adligen Familie von Blankenburg. Es gehörte zum Rittergut in Leppin. In Ludwig Wilhelm Brüggemanns Beschreibung des Herzogtums Vor- und Hinterpommern (1784) ist Schleps jedoch als Vorwerk des Rittergutes in Rogzow aufgeführt. Im 18. Jahrhundert waren  Rogzow und das benachbarte Leppin lange Zeit in ein und derselben Hand.
Vermutlich um 1750 wurde etwa 1 km nördlich des Vorwerks Schleps ein neues Vorwerk durch Henning Anselm von Blankenburg, Besitzer des Rittergutes Leppin und Prälat des Camminer Domstifts, angelegt. Das neue Vorwerk wurde zunächst nach der Gutsbesitzerfamilie „Blankenburgsfelde“ oder „Blankenfelde“ genannt, später dann „Neu Schleps“, in Anlehnung an das ältere Vorwerk (Alt) Schleps.
Nach 1856 wurde etwa 1 km südlich von Alt Schleps durch den Gutsbesitzer von Leppin eine Glashütte angelegt, die den Namen Emmyhütte erhielt. Doch war der Betrieb der Glashütte nicht wirtschaftlich, zumal sie auf teure englische Importkohle angewiesen war.
Im Jahre 1876 erwarben drei Schivelbeiner Kaufleute namens Jakobus, Mannheim und Müller Alt Schleps, Neu Schleps und Emmyhütte. Diese Besitzungen wurden damit vom Gutsbetrieb Leppin abgetrennt. In Emmyhütte rissen sie die Glashütte ab und legten stattdessen 20 Pachthöfe an. In Alt Schleps bauten sie sich ein Herrenhaus.
Im Jahre 1902 schließlich, wiederum nach einem Besitzwechsel, legten die neuen Besitzer von Alt Schleps und Neu Schleps weitere Pachthöfe an, die sich nach Norden hin an die bestehende Bebauung von Emmyhütte anschlossen. Auf diese Weise war nunmehr eine zusammenhängende Bebauung in der Form eines Straßendorfes entstanden. Der Gutsbetrieb in Alt Schleps wurde als sogenanntes Restgut mit 119 Hektar Land (Stand 1939) geführt.
Um 1890 wurde der Gutsbezirk Schleps gebildet, der Alt Schleps, Neu Schleps und Emmyhütte umfasste. Nach 1902 trat an dessen Stelle die Landgemeinde Schleps. Die Landgemeinde Schleps gehörte zum Kreis Kolberg-Körlin der preußischen Provinz Pommern.
1945 kam Alt Schleps, wie ganz Hinterpommern, an Polen. Die Bevölkerung wurde vertrieben. Der Ortsname wurde als „Stare Ślepce“ polonisiert.

## Entwicklung der Einwohnerzahlen
- 1816: 055[3]
- 1864: 101[3]
- 1885: 084[3]
- 1895: 101, Gutsbezirk Schleps[3]
- 1905: 233, Landgemeinde Schleps[3]
- 1919: 267, Landgemeinde Schleps[3]
- 1939: 256, Landgemeinde Schleps[3]